# Novos Territórios

Os Novos Territórios

Os Novos Territórios são um setor de Hong Kong que compreendem os seguintes distritos:
1. Ilhas
2. Kwai Tsing (Kwai Chung e Tsing Yi)
3. Norte
4. Sai Kung
5. Sha Tin
6. Tai Po
7. Tsuen Wan
8. Tuen Mun
9. Yuen Long

Os Novos Territórios foram arrendados pela Dinastia Qing ao Reino Unido em 1898 por 99 anos na segunda Convenção de Pequim (a conveção para a prolongação do território de Hong Kong). 
Sua população é de 3,573,635 de habitantes.